# Кетрін Макдональд
Кетрін Макдональд (англ. Katherine MacDonald; 14 грудня 1891 — 4 червня 1956) — американська акторка німого кіно і продюсерка. Засновниця кіностудії «Katherine MacDonald Pictures». Вшанована зіркою на Голлівудській алеї слави.

## Біографія
Народилася в Піттсбурзі, на початку 1910-х переїхала в Нью-Йорк, де стала працювати моделлю. У 1917 році Макдональд влаштувалася в Лос-Анджелесі, де через рік дебютувала на великому екрані. Через рік вона заснувала власну студію «Katherine MacDonald Pictures», на якій знімалася до 1921 року, з'явившись у 6 кінострічках.
З 1920 по 1923 рік акторка перебувала на піку популярності, заробляючи до 50 000 $ за один фільм. У цілому за роки своєї кінокар'єри, що тривала до 1926 року, Макдональд зіграла в 22 фільмах, серед яких «Містер Прикріпи-це» (1918), «Бойова Джейн» (1918), «Чоловік індіанки» (1918), «Велика кишеня» (1919), «Майданчик для ігор пристрасті» (1920) і «Жінка-завойовник» (1922). Після завершення кар'єри вона організувала власний косметичний бізнес, який проіснував до початку 1930-х років.
Протягом багатьох років Макдональд ворогувала зі своєю сестрою Мері Макларен, і їхні непрості взаємини часто ставали предметом обговорення в пресі. 
З 1910 року була в шлюбі з художником Малькольмом Струссом, за дев'ять років пара розлучилася. У 1924 одружилася з молодим мільйонером з Чикаго, народила сина Брітта, через два роки розлучилися. У 1928 році пошлюбила спадкоємця дріжджової компанії Крістіана Расмуса Голмса, народила дочку Енн. Шлюб завершився в 1931 році гучним судовим процесом, на якому Макдональд свідчила про застосування Голмсом до неї фізичного насильства.
Мері Макдональд померла в 1956 році в Санта-Барбарі в віці 64 років. 
У 1960 році на Голлівудській алеї слави була закладена її іменна зірка.

## Вибрана фільмографія
- 1920 — Майданчик для ігор пристрасті / Passion's Playground
- 1922 — Білі плечі
- 1922 — Жінка-завойовник